# 5076 Лебедєв-Кумач
5076 Лебедєв-Кумач (5076 Lebedev-Kumach) — астероїд головного поясу, відкритий 26 вересня 1973 року.
Тіссеранів параметр щодо Юпітера — 3,461.